# Vuolep Sårjåsjávrre

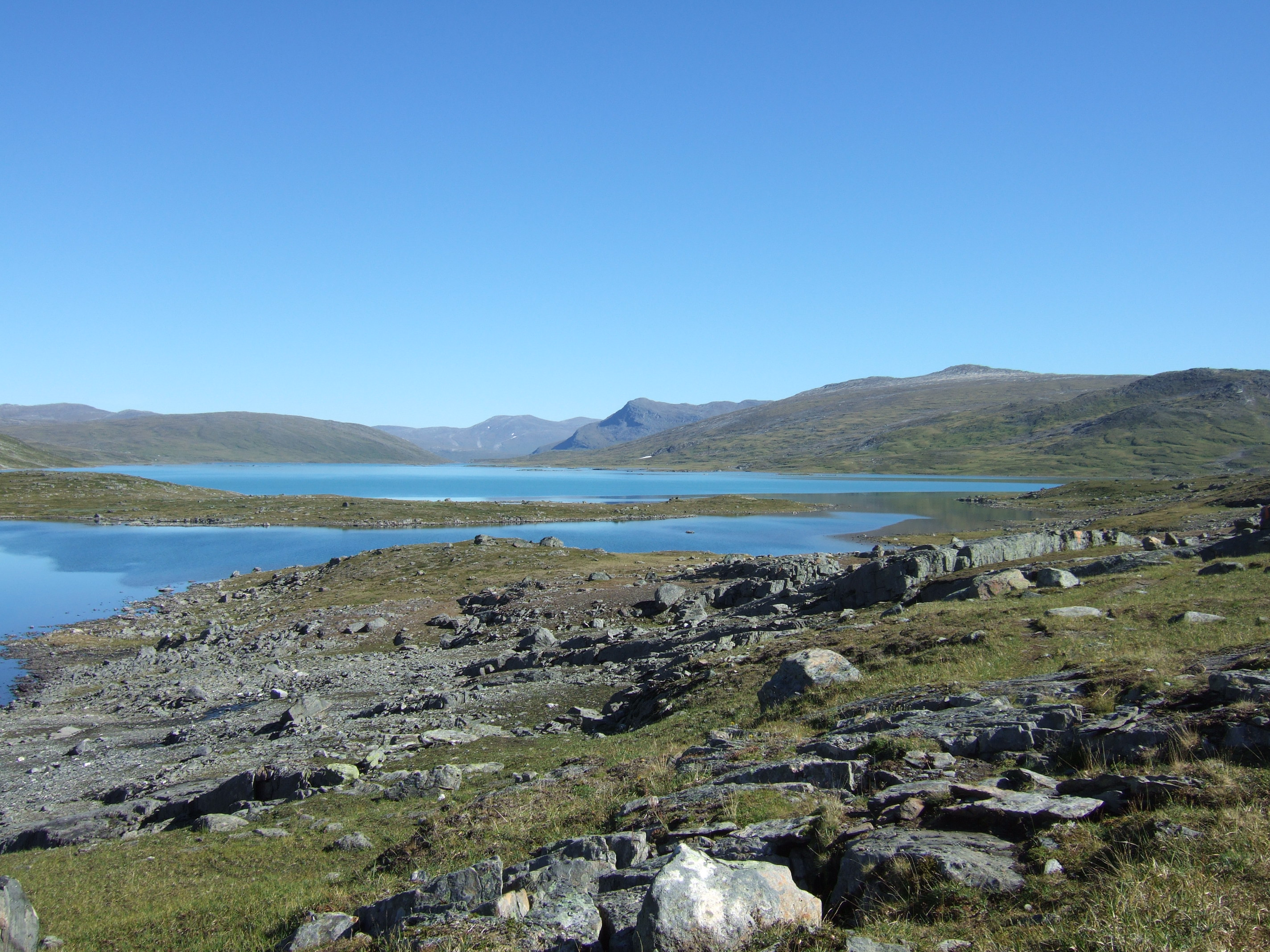
Sårjåsjávrre visto dalle montagne Sulitjelma, Norvegia.

Il Vuolep Sårjåsjávrre è un lago situato al confine tra Svezia e Norvegia tra le città di Fauske nella Contea di Nordland in Norvegia e il comune svedese di Jokkmokk nella contea di Norrbotten. La superficie del lago e di 7,17 chilometri quadri di cui 2,6 norvegesi e 4,57 svedesi.